# Alexis (Estados Unidos)
Alexis es una villa ubicada en el condado de Warren en el estado estadounidense de Illinois. En el Censo de 2010 tenía una población de 831 habitantes y una densidad poblacional de 675,48 personas por km².

## Geografía
Alexis se encuentra ubicada en las coordenadas 41°3′47″N 90°33′19″O / 41.06306, -90.55528. Según la Oficina del Censo de los Estados Unidos, Alexis tiene una superficie total de 1.23 km², de la cual 1.23 km² corresponden a tierra firme y (0%) 0 km² es agua.

## Demografía
Según el censo de 2010, había 831 personas residiendo en Alexis. La densidad de población era de 675,48 hab./km². De los 831 habitantes, Alexis estaba compuesto por el 99.04% blancos, el 0.36% eran afroamericanos, el 0.24% eran amerindios, el 0% eran asiáticos, el 0% eran isleños del Pacífico, el 0.12% eran de otras razas y el 0.24% pertenecían a dos o más razas. Del total de la población el 0.84% eran hispanos o latinos de cualquier raza.